# Flesschenfabriek Delft
De N.V. Flesschenfabriek "Delft" v/h Boers & Co. was een fabriek voor verpakkingsglas die zich bevond in de stad Delft, in de Nederlandse provincie Zuid-Holland. De fabriek bevond in de voormalige gemeente Vrijenban. De fabriek heeft, met voorlopers, bestaan van 1713 (of 1798) tot 1971.

## Voorgeschiedenis
In 1713 richtte Theodatus de Voys een glasfabriek te Delft op, met de eerste 15 jaar een stedelijk monopolie op de glasfabrikatie waarbij de H.H. Burgemeesteren en Regeerders der Stad Delft een Octroy (toestemming) verleenden voor eene Glasblaaserye met exclusie van alle andere te mogen opregten. De precieze relatie tussen deze oudste glashut van Delft en de latere Flesschenfabriek Delft is niet duidelijk. In 1798 verzocht burger Macalester Loup het bestuur van de Bataafse Republiek om een Glasblaserij op te richten tot formering van alles wat uyt groen Glas kan worden voortgebragt. Deze fabriek moest zodanige kwaliteit leveren dat men tot buytenlands Duytse of te Engelse waar zijn toevlugt niet zal hoeven te nemen. De fabriek werd gevestigd aan de Vliet. De fabriek werkte op steenkool, hetgeen tot bezwaren leidde van veeboeren, maar aan de fabrieksrook werd een heilzame werking tegen veeziekten toegeschreven. Ook bezwaren van bleekerijen werden niet gehonoreerd.

## Verdere ontwikkeling en overname
Omstreeks 1810 bedroeg de productie reeds 500.000 flessen per jaar, maar verdere gegevens ontbreken tot 1829. In dat jaar overleed de heer Boers, de naamgever, die werd opgevolgd door Cornelis Hoekwater en J.A. Havart. De eerste, een element van oud-Hollandsche vroedheid en degelijkheid, 't welk hoe langer zoo schaarser in 's Lands Raadszaal te vinden is, was van 1853-1868 ook lid van de Tweede Kamer. Tijdens de jaren der Belgische Opstand kwamen er veel defensie-orders, bestaande uit olie- en poederglas voor de Geneeskundige Dienst, maar na 1839 kwam hieraan een einde. In 1868 liquideerde de firma, de fabriek ging over van Hoekwater op de Delftse patriciërsfamilie Van de Mandele. Deze investeerde wel in de fabriek, maar in 1872 nam een nieuwe vennootschap, de firma Boers & Co. (met de firmanten P.F. Pelgrim, G.A. Pelgrim, C.D. Vreede en Pieter Merkus) de zaken over. De laatste firmant zette de firma vanaf 15 mei 1881 voor eigen rekening voort. In 1885 werd een gasgestookte wanoven geïnstalleerd (de eerste van Nederland) en tevens een (glas)graveermachine aangeschaft.
In 1887 werd de firma Boers & Co. omgezet in een nv: N.V. Flesschenfabriek "Delft" v/h Boers & Co.. Deze bouwde in 1889 een tweede fabriek die de Blauwe Hut werd genoemd. Het aantal werknemers verdubbelde daarbij van 30 in 1860 tot 72 in 1889. Verdere uitbreiding volgde, in 1901 telde de nv 280 personeelsleden. Moeilijkheden leidden tot het ontslag van Pieter Merkus in 1892, Cornelis Worp (1851-1922) volgde hem op als directeur. Onder zijn leiding kwam in 1897 een nieuwe flessenfabriek tot stand onder architectuur van B. Schelling Az. te Delft. De glasblazers, merendeel van Duitse komaf en als een hoogbeloond, lastig en licht tot staken geneigd volkje betiteld, gingen toen Worp een loonsverlaging doorvoerde in staking. Worp moest in 1905 aftreden. Hij had met name de machinale blazing (Owensmachine) te snel doorgevoerd. De heer H.G. Wittebol was nog enige tijd directeur maar in 1907 werd de fabriek overgenomen door de Schiedamse glasfabriek van Van Deventer. De combinatie ging N.V. Van Deventer's Glasfabrieken Schiedam-Delft. In 1912 was er opnieuw een staking, voor afschaffing van de nachtarbeid, die eindigde met een compromis. De Eerste Wereldoorlog leidde aanvankelijk niet, zoals de meeste glasfabrieken, tot stilstand - het bedrijf onderging zelfs nog enige uitbreiding - toch kwam ook de Delftse fabriek stil te liggen van 1917-1919. Van 1921 tot 1924 was A.M.F. van Deventer directeur. Er was een felle concurrentie van de Vereenigde Glasfabrieken Leerdam-Vlaardingen en van Flesschenfabriek "De Schie" te Schiedam.

## Het einde
Tot protest onder het motto: Breekt nu flesschen! leidde een subsidie in 1924 van f 5000,- van de gemeente Delft aan de fabriek. Er braken achtereenvolgens twee branden uit door instortende ovens. Op 6 september 1926 werd wegens voortdurende stijging der kolenprijzen en den grooten voorraad flesschen het handovenbedrijf stopgezet en kwamen 200 mensen op straat te staan. Het bedrijf werd door Vereenigde Glasfabrieken overgenomen. Op 28 februari 1927 werkten er weer 50 mensen. Het bedrijf heeft daarna nog geruime tijd voortbestaan. Op 20 augustus 1971 werd de productie definitief naar Schiedam overgeplaatst en verdween het bedrijf.

## Litteratuur
''Flessenfabriek Delft'', Handelsbelangen 1891, 146-149
K.F. Flippo, Van Glashut tot Glasfabriek: De Delftse flessenfabriek en enige generaties glasblazers in de jaren 1798-1926. Rapport, 1994
K.F. Flippo, Van Glashut tot flessenfabriek. Een Delftse geschiedenis van kapitaal en arbeid uit de jaren 1798-1926. Jaarboek Delfia Batavorum 2001, 101-123